# Philidris nagasau
Philidris nagasau (лат.) — вид древесных муравьёв рода Philidris из подсемейства долиходерины (Dolichoderinae). Эндемик островов Фиджи. Облигатные симбионты мирмекофитных растений—эпифитов рода Squamellaria, которых они выращивают из семян и поселяются в их разрастаниях.

## Распространение
Океания, острова Фиджи (Taviuni: Nagasau).

## Описание
Мелкие муравьи коричневого цвета (длина 3—5 мм), гладкие и блестящие с длинными отстоящими волосками. Голова с выемкой на затылке. Глаза расположены немного впереди средней линии головы. Усики самок и рабочих 12-члениковые (у самцов антенны состоят из 13 сегментов). Жвалы рабочих с 9—12 зубцами. Нижнечелюстные щупики 6-члениковые, нижнегубные щупики состоят из 4 сегментов. Голени средних и задних ног с одной апикальной шпорой. Заднегрудка округлая без проподеальных шипиков. Стебелёк между грудкой и брюшком состоит из одного сегмента (петиоль).
Древесные муравьи с полидомной структурой колонии (семья обитает в нескольких гнёздах). Philidris nagasau ассоциирован с мирмекофитными эпифитами рода Squamellaria на коре тропических деревьев. Их взаимоотношения характеризуются как облигатные мутуалистические «сельскохозяйственные». Все исследованные растения Squamellaria оказались заселены Philidris nagasau. Эти муравьи не строят муравейников, а поселяются в специализированных структурах — домациях (полые разрастания с системой внутренних камер, ходов и входных отверстий), образуемых шестью видами растений рода Squamellaria. Семена этих эпифитов муравьи собирают и сажают их в трещины коры деревьев, ухаживают за молодыми растениями, удобряя их дефицитным азотом (своими отходами и мусором). Расчёты, проведённые с помощью «молекулярных часов», показали, что этот симбиоз возник около 3 млн лет назад.
Обязательный мутуализм между муравьями Philidris и Squamellaria привел к дифференциации внутренних стенок домаций растения на бородавчатые поверхности для дефекации и гладкие поверхности для гнездования. Транскриптомный анализ выявил гены, задействованные в поглощении питательных веществ и защите от патогенов, активированных на бородавчатых поверхностях, что способствует способности растения использовать питательные вещества из целенаправленной дефекации муравьёв при минимальном проникновении патогенов. Также идентифицированы гены, участвующие в биосинтезе воска и суберина, активируемые на гладких поверхностях, способствуя формированию чистых мест для гнездования муравьёв.

## Систематика
Вид был впервые описан в 1921 году американским мирмекологом Уильямом Манном (Mann, William M.; 1886—1960) по материалам своей экспедиции с острова Фиджи под первоначальным названием Iridomyrmex nagasau Mann, 1921. Видовой эпитет дан по месту обнаружения (Taviuni: Nagasau). В 1992 году включён в состав рода Philidris.